# Simulink
Simulink, desenvolvido pela companhia MathWorks, é uma ferramenta para modelagem, simulação e análise de sistemas dinâmicos. Sua interface primária é uma ferramenta de diagramação gráfica por blocos e bibliotecas customizáveis de blocos. O software oferece alta integração com o resto do ambiente MATLAB. Simulink é amplamente usado em teoria de controle e processamento digital de sinais para projeto e simulação multi-domínios.

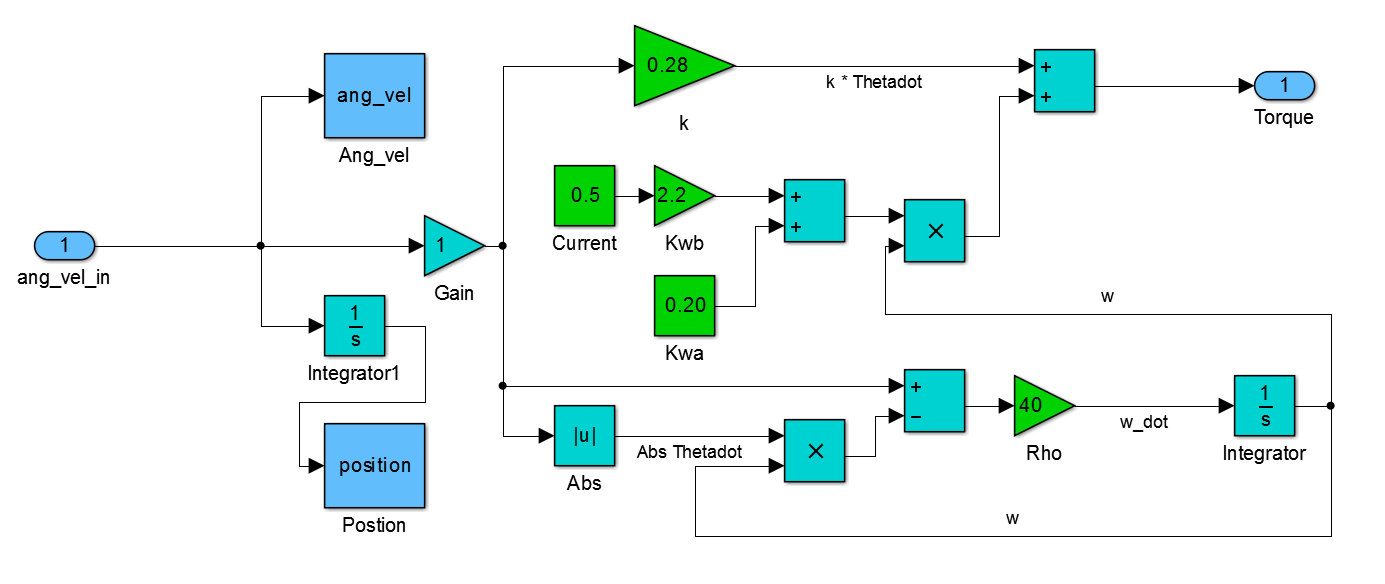
Um modelo gerado no Simulink

## Acessórios
Existem diversos produtos adicionais tanto da Mathworks quanto de companhias terceiras disponíveis para o uso com Simulink.

### Geração de código
Junto com Real-Time Workshop (em inglês), outro produto da The MathWorks, o Simulink pode também gerar código C automaticamente para implementação de sistemas em tempo real. Com o aumento da eficiência e da flexibilidade desta ferramenta, ela é cada vez mais adotada em sistemas de produção e no projeto de sistemas embarcados pela sua flexibilidade e capacidade de rápida iteração. O código criado pelo Real-Time Workshop é eficiente o bastante para ser empregado em sistemas embarcados.

### Simulink vs. Matlab
Do ponto de vista de ferramental, os dois software formam um; ver  para um exemplo do mesmo problema resolvido usando as duas opções. A vantagem do Simulink comparado ao Matlab nasce na facilidade de usar; similar ao Arena. Em vez de códigos escritos como texto, o usuário trabalho com "blocos", como legos. Tudo pode ser feito com blocos, alguns blocos permitem "esconder" rotinas complicadas. De forma adicional, o programa pode ser "rodado" do Matlab, em apenas um conjunto de linhas. Abaixo segue um exemplo de como "chamar" um modelo usando m-file, os arquivos padrões do Matlab. 
```
%% Simulation

sim
(
'Leptin_model_set_point'
,
t_stop
);

```

## Exemplos: imagens

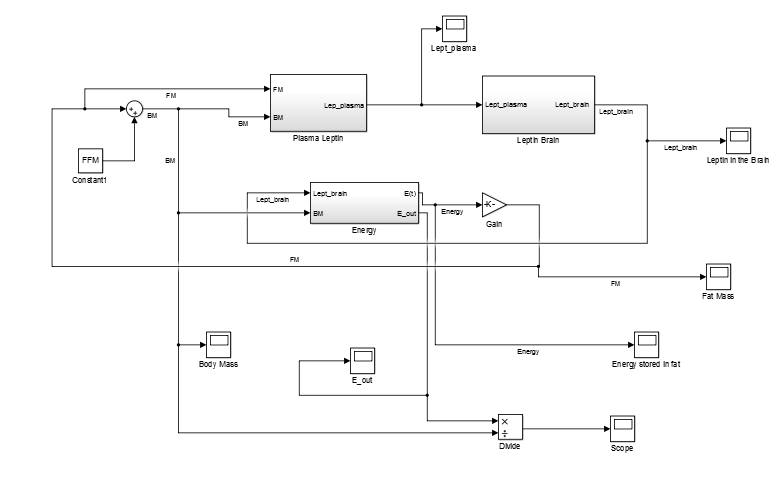
Nesta imagem, temos um exemplo do uso do Simulink (TM); neste caso para modelar o controle de peso em ratos/humanos usando leptina como referência.